# Gyrostroma austroamericanum
Gyrostroma austroamericanum är en svampart som beskrevs av Seeler 1940. Gyrostroma austroamericanum ingår i släktet Gyrostroma, ordningen köttkärnsvampar, klassen Sordariomycetes, divisionen sporsäcksvampar och riket svampar.   Inga underarter finns listade i Catalogue of Life.